# La Couvertoirade
La Couvertoirade is een gemeente in het Franse departement Aveyron (regio Occitanie) en telt 153 inwoners (1999). De plaats maakt deel uit van het arrondissement Millau. Het stadje is een goed bewaard vestingstadje dat in de twaalfde en dertiende eeuw gebouwd Orde van de tempeliers. Nadat deze orde was ontbonden in 1312 werd het overgenomen door ridders van de Orde van Malta. Zij bouwden de omringende muur rond 1450. In de negentiende eeuw daalde de inwonersaantallen snel, zoals op veel plaatsen in de Causse du Larzac. La Couvertoirade is lid van Les Plus Beaux Villages de France.

## Geografie

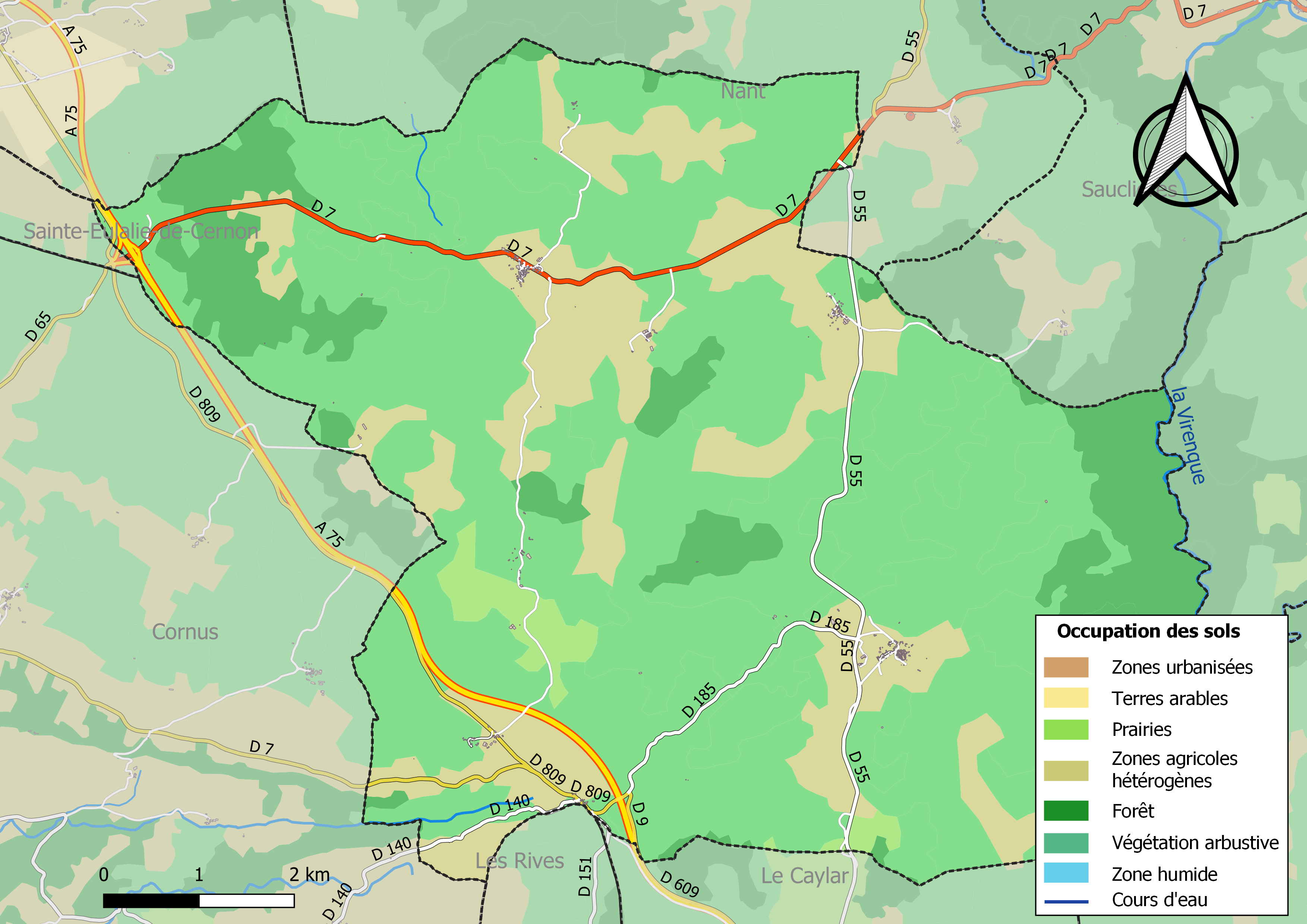
Kaart van de gemeente met de belangrijkste infrastructuur, bodemgebruik en omliggende gemeenten

De oppervlakte van La Couvertoirade bedraagt 74,0 km², de bevolkingsdichtheid is 2,1 inwoners per km².

## Geschiedenis
De naam "Cubertoirata" verschijnt voor het eerst in de elfde eeuw als onderdeel van de gebieden die toebehoorde aan de Abdij van Saint-Guilhem-le-Désert. 
La Couvertoirade is in de twaalfde eeuw eigendom geworden van de Orde van de Arme Ridders van Christus en de Tempel van Salomo (of beter bekend als Tempeliers) en gebruikt voor agrarische doeleinden als onderdeel van de Commanderij van Sainte-Eulalie-de-Cernon. Na de Opheffing van de orde, zijn de eigendommen over gegaan naar de Hospitaal Orde van Sint Jan van Jeruzalem, later bekend als Orde van Malta
In de periode 1439 tot 1445 wordt de verdedigingsmuur gebouwd. Tijdens de Franse Revolutie worden de eigendommen in beslag genomen en herverdeeld over naar de bevolking. De Orde van Malta verliest het zeggenschap over het dorp. In de laatste decennia van de twintigste eeuw ontwikkelt het dorp zich als toeristische attractie in de Larzac waarbij vooral de verwijzingen naar de Tempeliers worden uitgespeeld.

## Demografie
Onderstaande figuur toont het verloop van het inwonertal (bron: INSEE-tellingen).

Vanwege een beveiligingsprobleem met de MediaWiki Graph-software is het momenteel niet mogelijk deze grafiek weer te geven. Zodra de software is bijgewerkt zal de grafiek vanzelf weer zichtbaar worden.

## Foto's

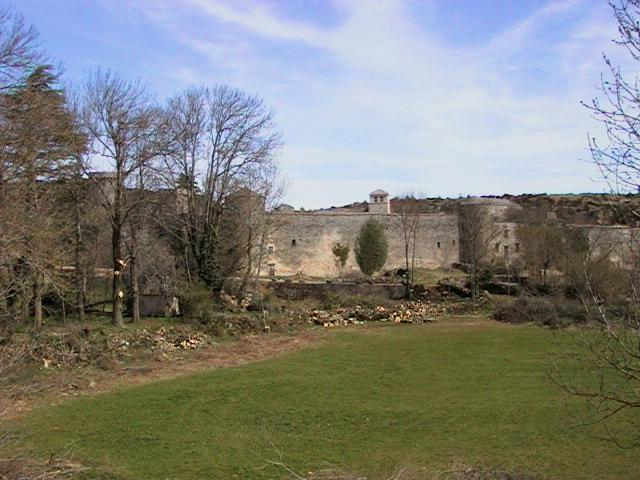
Vestingmuur
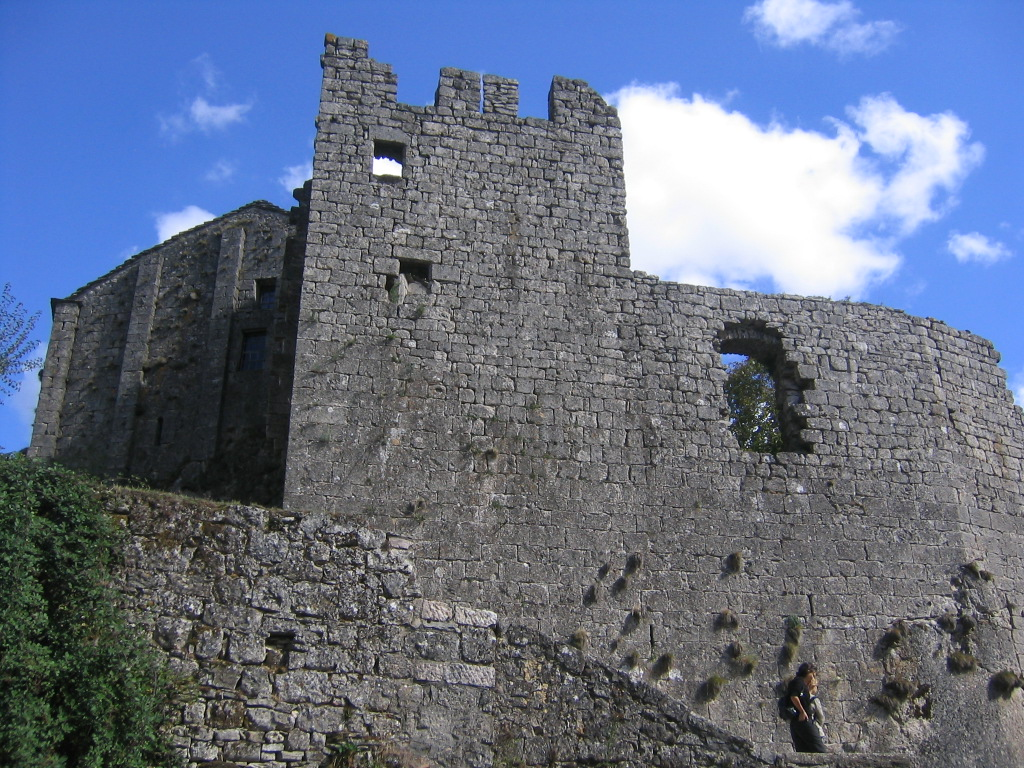
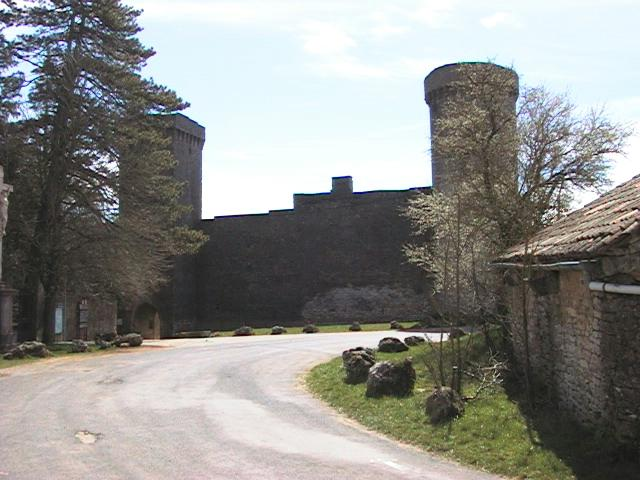